# Mare de Déu de Bellpuig de les Avellanes
La Mare de Déu de Bellpuig de les Avellanes és una escultura del segle XIV procedent del monestir de Bellpuig de les Avellanes que a finals del 2017 fou dipositada al Museu de Lleida: Diocesà i Comarcal, després d'haver estat restaurada al Centre de Restauració de Béns Mobles de Catalunya (CRBMC) del Departament de Cultura de la Generalitat de Catalunya. És una de les peces gòtiques més importants del patrimoni català.

## Descripció
Es tracta d'una talla escultòrica de pedra policromada del segle xiv, atribuïda a Bartomeu de Robió, artista que va tenir una forta influència italiana i a partir del qual es crea la denominació Escola de Lleida, de la que en fou el principal representant.
L'escultura, que té unes mides de 108x43x26 cm, molt probablement presidia originàriament la sala capitular del monestir de Santa Maria de Bellpuig de les Avellanes.
L'obra representa la Mare de Déu dempeus sostenint el fill amb el braç esquerre. A la mà dreta hi portava, probablement, una flor, avui desapareguda. Destaca el luxe de la seva indumentària —amb un escot inusual—, potenciada pels motius tèxtils policromats i per les elaborades peces d'orfebreria que llueix, delicadament executades per l'escultor i enriquides amb l'aplicació de full d'or.

## Estil
Estilísticament, l'obra s'inscriu dins la denominada Escola de Lleida, una denominació que agrupa diversos tallers d'escultura en pedra que van treballar a les comarques de la plana de Lleida en l'època de màxima esplendor de la construcció de la Seu Vella i que palesen una mateixa forma de fer deutora de l'estil de Bartomeu de Robió.

## Història

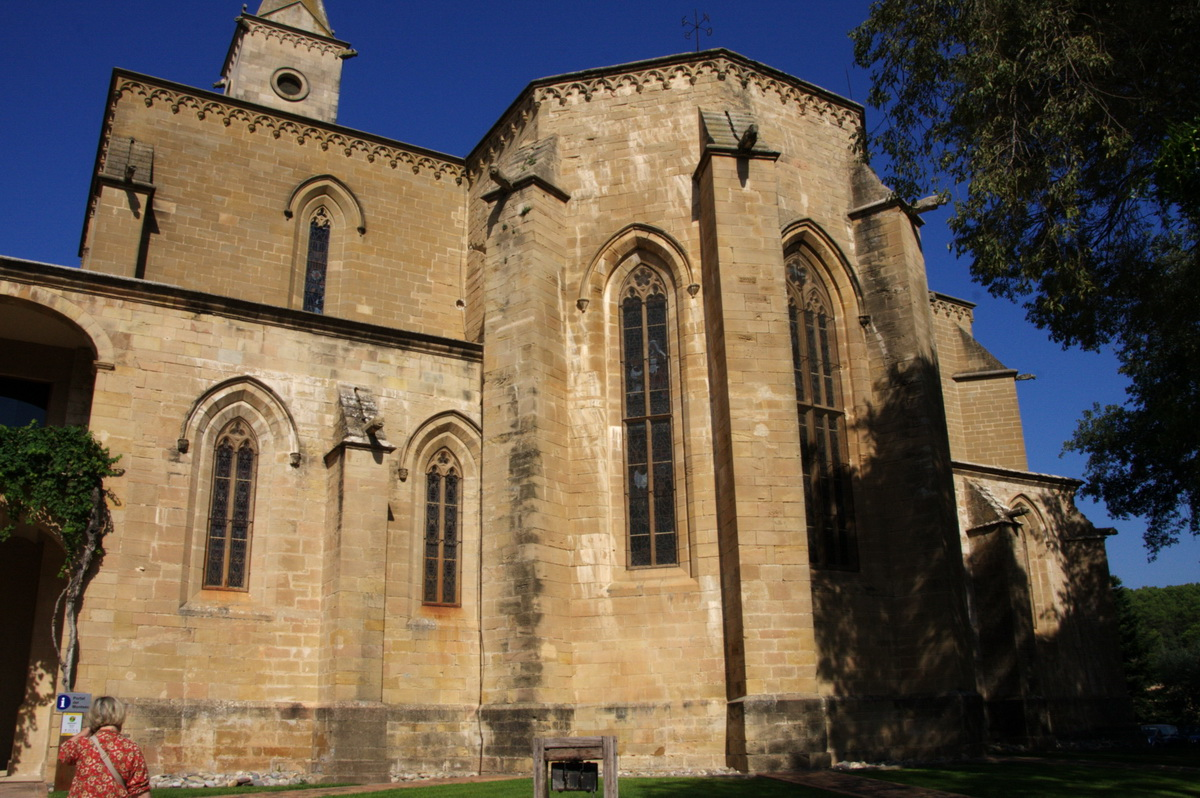
Monestir de Santa Maria de Bellpuig de les Avellanes.

### Orígens
Fins al moment no s'ha localitzat cap document que faci referència a la procedència de l'obra. La tradició oral dels antiquaris la situava al Monestir de Santa Maria de Bellpuig de les Avellanes, al municipi d'Os de Balaguer (Noguera).
Al marge del seu valor artístic, l'obra té una innegable força simbòlica, atès que el monestir de Santa Maria de Bellpuig de les Avellanes és un dels exemples que millor il·lustren les nefastes conseqüències que va tenir la desamortització de Mendizábal pel patrimoni català i que va culminar amb la venda, el 1906, dels sepulcres que integraven el panteó funerari dels comtes d'Urgell, que avui són al Metropolitan Museum of Art de Nova York, a la secció dels Cloisters.

### Charles Deering
Sembla ser, doncs, que l'obra va estar en el monestir fins a finals del segle xix. El 1894 el banquer lleidatà Agustí Santesmases va comprar el monestir. Va ser en aquesta època que l'obra va ser adquirida pel col·leccionista nord-americà Charles Deering, tot i que no s'ha trobat documentació que confirmi el procés de compravenda. En aquesta època Deering tenia com a objectiu fixar la seva residència a Sitges, on exposaria la seva col·lecció, al Palau Maricel. Però desavinences amb Miquel Utrillo van ser la causa que el col·leccionista s'acabés emportant la major part de les obres als Estats Units. Entre les poques obres que van restar a Catalunya hi figurava aquesta Mare de Déu.

### Adquisició per la Generalitat

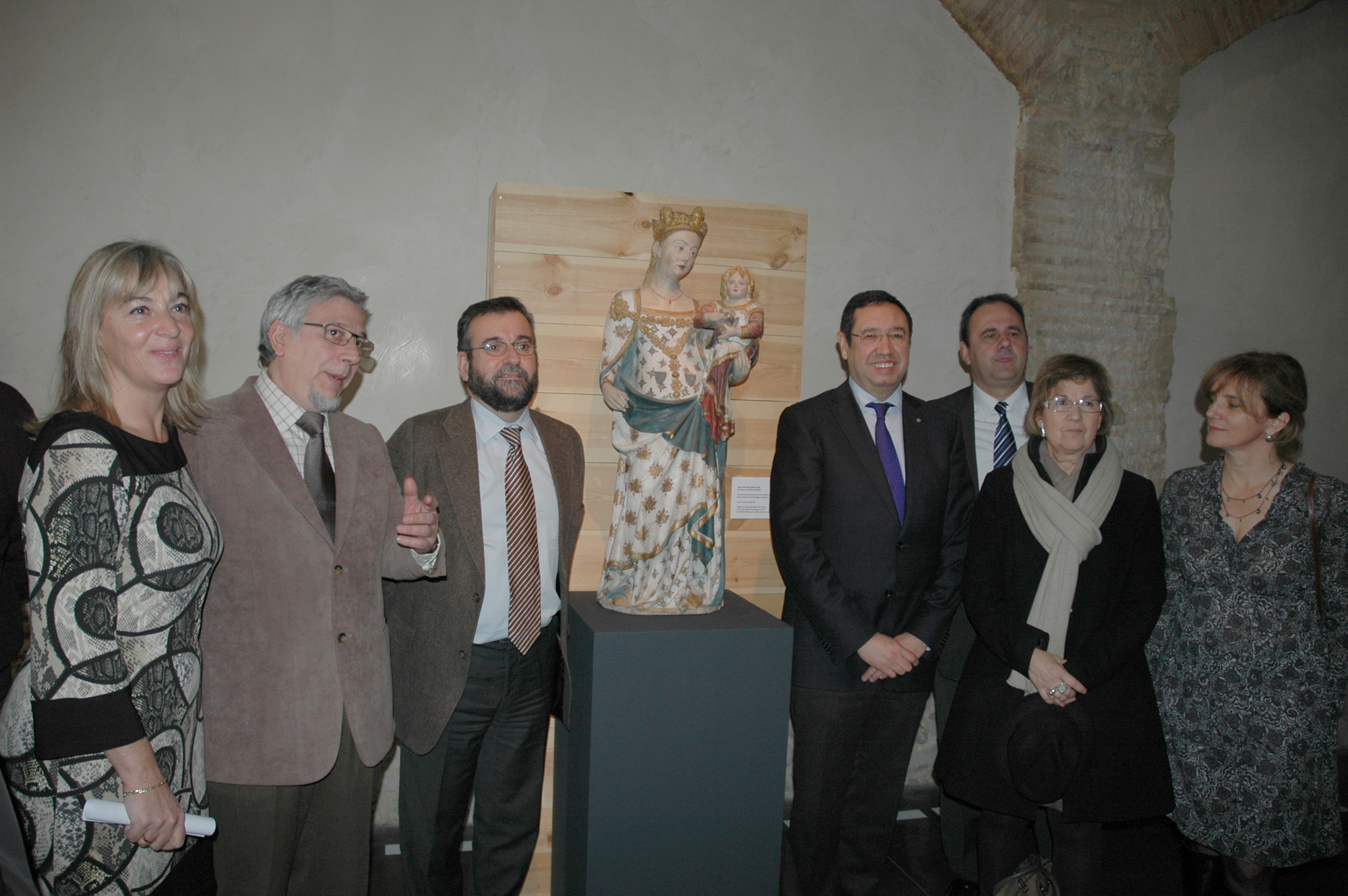
Presentació de l'escultura al Museu de Lleida.

Després d'aquest llarg periple, l'any 1991 la Generalitat va declarar la peça bé d'interès cultural (BIC).
El Departament de Cultura de la Generalitat de Catalunya va adquirir l'obra el 17 de març de 2011 per un preu de 130.000 euros, per mitjà de l'exercici del dret de tempteig en una subhasta a la Sala Balclis.
El fet que es tractés d'un BIC va ser decisiu pel que fa a la prioritat de la Generalitat en la seva compra. Posteriorment, el 17 d'abril de 2011, la Junta de Museus de Catalunya va autoritzar dipositar l'escultura del segle xiv de la Mare de Déu del monestir de Bellpuig de les Avellanes al Museu de Lleida Diocesà i Comarcal. La Junta va fonamentar la seva decisió en el fet que l'obra complementa la col·lecció del Museu d'obres d'escultura de pedra adscrites a l'Escola de Lleida del segle xiv i que procedeix d'un monestir emblemàtic del territori lleidatà. Van participar en l'acte de dipòsit de l'obra al Museu de Lleida, el delegat del Govern de la Generalitat a Lleida, Ramon Farré; el director general de Patrimoni Cultural del Departament de Cultura, Joan Pluma, la directora del Museu de Lleida, Montserrat Macià; i la directora del CRBMC, Àngels Solé.
Ja dins el museu, la mare de Déu es presenta a la instal·lació museogràfica Maria vers Maria, l'encís de l'Escola de Lleida per tal de confrontar-la amb un altre exponent rellevant de l'Escola de Lleida: la Mare de Déu de Saidí, obra atribuïda al taller de Bartomeu de Robió. Aquesta escultura forma part del fons del Museu de Lleida; procedeix de l'església parroquial de Sant Joan Baptista de Saidí i, actualment, es conserva en ús litúrgic dins l'església de Sant Llorenç de Lleida.

## Estat de conservació

### Estudi previ i diagnosi
Un cop ingressada al CRBMC, la talla es va sotmetre a un seguit de proves científiques per estudiar amb més profunditat el suport petri i la policromia, i per valorar quin era el seu estat real de conservació. Aquestes proves van consistir en diversos exàmens científics (radiografies, fotografies amb llum ultraviolada i amb reflectografia d'infrarojos) i en l'extracció de mostres representatives de la policromia i del suport petri, que es van analitzar a través de diferents tècniques: microscòpia estereomicroscòpica, microscòpia òptica (MO), espectrometria d'infraroigs (FT-IR), microscòpia electrònica de rastreig (SEM–EDX) i cromatografia de gasos (GS/MS).
Els resultats van determinar que l'escultura presentava un estat de conservació excepcional, que estava esculpida en pedra sorrenca de ciment calcari (pedra de la zona de Lleida) i que conservava quatre capes de policromia fetes amb la tècnica del tremp d'ou. L'estudi d'aquestes capes pictòriques va evidenciar que durant les operacions de repolicromia sempre es van respectar, pel que fa a la indumentària de la mare i del nen, els motius decoratius tèxtils propis del gòtic, sense caure en els modismes imperants en el moment que es van dur a terme.
Per aprofundir més en el coneixement de la policromia, el CRBMC es va posar en contacte amb el Metropolitan Museum of Art de Nova York, per fer un estudi comparatiu entre la policromia de la Mare de Déu i la conservada en les tombes dels comtes d'Urgell, també procedents del monestir de Bellpuig i conservades al The Cloisters de Nova York. Actualment l'estudi encara està en curs, però ja es pot avançar que s'han trobat moltes connexions entre els pigments i la tècnica emprada, tant en les decoracions pictòriques de les tombes novaiorqueses, com en les de la Mare de Déu: en concret, una tècnica tan singular i poc freqüent en la policromia sobre pedra, com és l'aplicació de laca vermella en la decoració pictòrica d'algunes peces d'indumentària, sent més pròpia aquesta de la pintura sobre suport de fusta (taula i talla).

### Procés de conservació–restauració

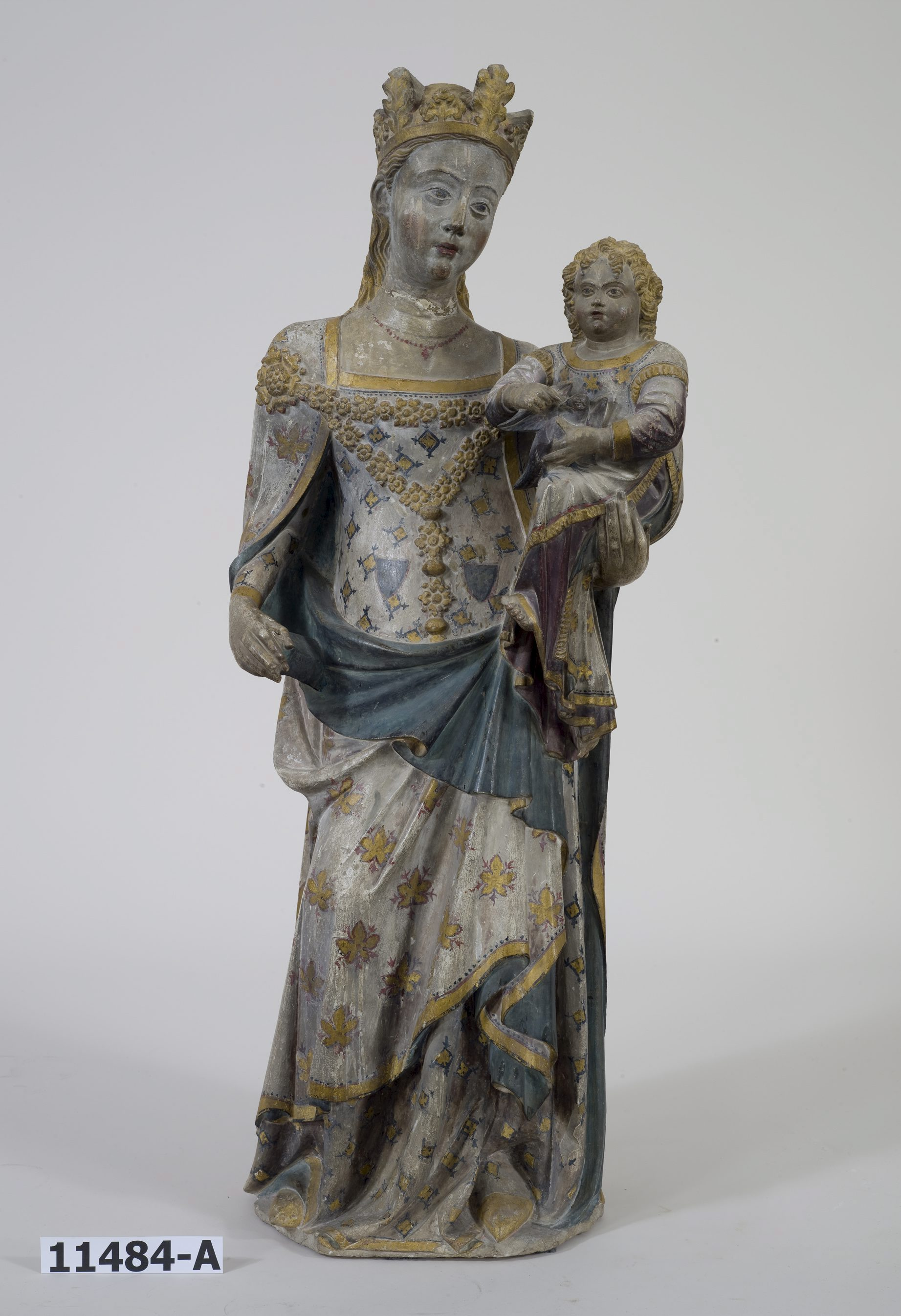
Estat de la Mare de Déu abans de la intervenció

La recuperació d'aquesta imatge ha estat un pas important pel que fa al restabliment del patrimoni d'aquest monestir. Un cop dut a terme el diagnòstic de l'escultura, es va convocar una sessió clínica en la qual van intervenir conservadors–restauradors i historiadors de l'art especialitzats en art medieval. L'objectiu era donar a conèixer els resultats de l'estudi científic i exposar una proposta de restauració. D'aquesta reunió en va sortir una directriu consensuada molt concreta: la de no eliminar cap de les repintades que conservava la Mare de Déu. El motiu d'aquesta decisió es basava en el fet que durant l'examen científic no es va poder determinar amb certesa si la talla conservava íntegrament la policromia original del segle xiv. Per tant, davant d'aquest dubte —que no es va poder esvair amb la tecnologia actual—, es va decidir mantenir les repintades, i la intervenció es va limitar a eliminar el vernís superficial. Aquest presentava un aspecte brillant, notablement enfosquit, per la pèrdua de les seves propietats originals, a causa de l'alteració dels components orgànics que l'integraven. Les anàlisis van identificar, entre altres components, l'ou i la cera com a elements majoritaris.
Durant el test de neteja es va poder constatar la duresa i la resistència d'aquest tractament superficial a l'acció dels dissolvents. Després de fer diverses proves, es va optar per utilitzar una emulsió, combinada puntualment amb l'acció mecànica d'un llapis de fibra de vidre i bisturí. La intervenció de neteja va ser molt lenta, ja que es va fer en petits quadrants i sempre treballant sota la lupa binocular. La retirada total d'aquesta capa ha permès recuperar la vivesa i exuberància dels colors, la qual cosa intensifica la magnificència i noblesa de les seves robes i joies, més pròpies d'una comtessa d'Urgell que d'una marededéu.
Finalment, pel que fa a la identitat dels seus promotors, ni durant l'examen científic, ni en el decurs del procés de restauració ha estat possible esbrinar quins eren els motius heràldics dels escuts que la Mare de Déu llueix en el brial inferior. Ara per ara, aquesta identitat continua sent un misteri que aboca en una via morta la vinculació d'aquesta imatge al monestir, a través de la identificació dels elements heràldics dels seus dos escuts. Tot i això, l'estudi comparatiu entre els materials artístics utilitzats, tant en la Mare de Déu com en els sepulcres dels comtes d'Urgell, podrà confirmar l'origen avellanenc d'aquesta escultura i, per tant, acreditar la denominació d'origen amb la qual aquesta havia sortit a la venda en el mercat d'antiguitats, ja fa més d'un segle.